# Sobrado (La Corogne)
Pour les articles homonymes, voir Sobrado.
Sobrado est une commune de la province de La Corogne en Espagne située dans la communauté autonome de Galice.
Ses habitants sont appelés les sobrades/esas.